# The Two Imps
The Two Imps è un cortometraggio muto del 1905 diretto da Lewin Fitzhamon.

## Trama
Dei ragazzini fanno calare dall'alto un gattino che tira via il parrucchino all'uomo seduto sotto.

## Produzione
Il film fu prodotto dalla Hepworth.

## Distribuzione
Distribuito dalla Hepworth, il film - un cortometraggio della lunghezza di 15,2 metri - uscì nelle sale cinematografiche britanniche nel febbraio 1905. Non si hanno altre notizie del film che si ritiene perduto, forse distrutto nel 1924 quando il produttore Cecil M. Hepworth, ormai fallito, cercò di recuperare l'argento del nitrato fondendo le pellicole.